# Stereo Total
Stereo Total ist eine Berliner Musikgruppe, die punkigen Synthiepop spielt. Ihr Markenzeichen war der betont starke französische Akzent der Sängerin Françoise Cactus.

## Geschichte
Die Gruppe wurde 1993 von Brezel Göring (* 1967 als Hartmut Richard Friedrich Ziegler; ehemals Sigmund Freud Experience) und Françoise Cactus (eigentl. Françoise van Hove; zuvor Lolitas; † 17. Februar 2021) gegründet. Von 1998 bis 2001 wirkten zudem Angie Reed (Bass) und San Reimo (Orgel) mit. In dem Dokumentarfilm Wir werden immer weitergehen (2012) von George Lindt und Ingolf Rech wird u. a. die Geschichte der Band nacherzählt und durch Live-Mitschnitte und Privataufnahmen ergänzt. Die Songs werden in deutscher, französischer, englischer und japanischer Sprache gesungen. Für Konzertreisen waren Stereo Total in zahlreichen Ländern unterwegs, zum Beispiel in den USA, Südamerika und Japan. Als ein französischer Parfüm-Hersteller den Song I love you, Ono von Stereo Total für einen Werbespot verwendete, bedeutete das für die Popband durch die kommerzielle Vergabe der Rechte einen Geldsegen. Der Song befindet sich auf dem Album My Melody von 1999.
Sängerin und Gründungsmitglied Françoise Cactus starb am 17. Februar 2021 in Berlin. Sie erlag einem Brustkrebsleiden.
2022 erschien Stereo Total’s Party Anticonformiste. 10 Songcomics (hrsg. von Gunther Buskies und Jonas Engelmann) mit „Lieblingssongs aus über 25 Jahren Bandgeschichte“.

## Diskografie
| - 1995: Oh Ah - 1997: Monokini - 1998: Juke-Box-Alarm - 1999: My Melody - 2001: Musique Automatique - 2005: Do The Bambi - 2006: Discotheque - 2007: Paris-Berlin - 2009: No Controles - 2010: Baby Ouh! - 2012: Cactus Versus Brezel - 2016: Les Hormones - 2019: Ah! Quel Cinema! - 2000: Total Pop (Best of) - 2007: Party Anticonformiste – The Bungalow Years (Best of) - 2008: Grandes Exitos (Best of) - 2009: Carte Postale De Montréal (Best of) - 2015: Yéyé Existentialiste (Best of) - 2021: Chanson Hystérique (1995–2005) - 2011: Underwater Love (Soundtrack) - 2015: Ruined Heart (Soundtrack) | - 2008: Plástico - unbekannt: Dactylo Rock et cetera - 1995: Allo… J’ecoute… - 1996: Dactylo Rock - 1996: Miau Miau - 1997: Schön von hinten - 1997: Supergirl - 1998: Cover Girl - 1999: Beautycase - 2001: Liebe zu dritt - 2002: Wir tanzen im 4-Eck - 2004: Ich bin nackt / Das erste Mal - 2009: Anti Love Song - 2012: Die Frau in der Musik - 2013: Heroes - 2013: We Don’t Wanna Dance / Pixelize Me |